# Józef Cyrankiewicz
Józef Cyrankiewicz (), né le 23 avril 1911 à Tarnów et mort le 20 janvier 1989  à Varsovie, est un homme d'État polonais.

## Biographie
Józef Adam Zygmunt Cyrankiewicz est né à Tarnów (alors en Autriche-Hongrie) en 1911 dans une famille nationaliste, son père était un dirigeant local du Parti national-démocrate (Endecja) en Galicie. Pendant ses études de droit à l'université Jagellonne de Cracovie, il adhère au Parti socialiste polonais (PPS), et en devient le secrétaire local.
Pendant la Seconde Guerre mondiale, en 1939 il rejoint avec d'autres socialistes un mouvement de Résistance, Związek Walki Zbrojnej, qui deviendra l'Armia Krajowa en 1942. Il participe en 1940 à l'évasion de Jan Karski. Arrêté par la Gestapo, il est déporté en septembre 1942 à Auschwitz. Il est l'un des quatre responsables du réseau de résistance du camp  Groupe de combat d'Auschwitz (Kampfgruppe Auschwitz),. Il est transféré à Mauthausen, et libéré par l'armée américaine en mai 1945.
À la Libération, il est élu au Comité central du Parti socialiste polonais, et en 1947, il devient chef du gouvernement, poste qu'il occupe jusqu'en novembre 1952. Il est l'un des principaux acteurs du ralliement des socialistes polonais au pouvoir communiste, puis de la fusion avec le Parti ouvrier polonais. Il justifie comme suit son allégeance à l'Union soviétique : « Les Alliés nous ont trahis. Nous n'avons plus d'autre issue que de nous appuyer sur la Russie. C'est la raison pour laquelle je passe de l'autre côté. »
Vice-président du Conseil des ministres (adjoint de Bolesław Bierut), il rejoint le Parti ouvrier unifié polonais (POUP, ou PZPR), le nouveau parti communiste polonais, né de la fusion avec le Parti socialiste. Il redevient chef du gouvernement en 1954. Après la mort de Staline, il fait réprimer le soulèvement de Poznań de juin 1956 ; les affrontements font une cinquantaine de victimes. Après enquête, Józef Cyrankiewicz reconnaît que les troubles avaient des revendications justifiées. À son appel, la Diète, longtemps muette, reprend de libres débats et une relative liberté de presse est tolérée.
En 1970, il devient pour deux ans Chef de l'État (président du Conseil d'État), ce qui est avant tout un titre honorifique. Il siège au Comité central et au Bureau politique du Parti ouvrier unifié polonais de 1972 à sa mort en 1989, peu de temps avant la chute du régime.

### Vie privée
Józef Cyrankiewicz a été marié trois fois dont la deuxième fois, de 1947 à 1968, avec l'actrice Nina Andrycz.